# Islampur (underdistrikt i Bangladesh)
Islampur är ett underdistrikt i Bangladesh. Det ligger i den centrala delen av landet, 170 km norr om huvudstaden Dhaka.
Trakten runt Islampur består till största delen av jordbruksmark. Runt Islampur är det tätbefolkat, med 982 invånare per kvadratkilometer.